# شاپرک برگ‌پیچ لبه‌قرمز
شاپرک برگ‌پیچ لبه‌قرمز (نام علمی: Acleris albicomana) نام یک گونه از سرده برگ‌پیچ‌های پهن است.